# 明镜在线
明镜在线（德語：Der Spiegel (online)）是德国最大的新闻网站。2020年1月前称Spiegel Online（SPON）。
该网站于1994年成立，虽为《明镜》杂志的网络部门，但拥有独立的记者团队。如今，它是德国最常被引用的在线媒体产品。2004年秋上线的明镜在线国际提供该网站文章的英语版本。2019年，其编辑部与印刷版《明镜》合并，次年（2020年）改为目前的德语名称。

## 公司及编辑
明镜在线由Der Spiegel GmbH & Co. KG（原称Spiegel Online GmbH & Co. KG）运营，后者系明镜周刊的全资子公司。明镜在线编辑部和印刷版《明镜》互不隶属，2020年1月前有独立工作区、作者与内容。目前二者共享编辑团队与内容。
明镜在线有盈利记录。正式员工包括汉堡总部的一百五十人，另以自由职业者以及国内外新闻局为辅。在德国柏林，十五名记者报道德国联邦政府、政党、企业和艺术家。慕尼黑和杜塞尔多夫办事处各派一名通讯员。明镜在线在华盛顿特区、纽约、伦敦、莫斯科、新德里和伊斯坦布尔均设记者站。明镜在线亦受明镜在德国及其境外的通讯员网络的支持。该网站亦引用法新社、美联社、德新社、路透社等新闻机构的内容。
沃尔夫冈·比希纳于2013年9月至2014年12月担任《明镜》及其在线版本的主编。比希纳离职后，他的前副手弗洛里安·哈姆斯和芭芭拉·汉斯接任明镜在线负责人。 2015年1月13日，汉斯被任命为唯一主编。在弗洛里安·哈姆斯于2016年12月6日离职后，芭芭拉·汉斯升任总编。

## 历史

2020年1月前使用的标志

### 网络新闻先驱
明镜在线于1994年10月25日（比时代杂志早一日）上线，名唤“Spiegel Online”，明镜成了第一间把内容端上互联网的知名杂志。 明镜在线最初托管在CompuServe上。次年注册网络域名 spiegel.de。明镜在线内容最初包括从印刷杂志中的精选文章。但明镜的原创内容早在1995年就开始在“扫描仪”版块中发表。次年，明镜在线恢复并开始发表突发新闻。

### 2020年品牌重塑
2019年，明镜在线编辑部与印刷版《明镜》共用编辑部。 2020年 1月，网站更名，现在使用的媒体品牌与印刷版一致。

## 人气
目前，明镜在线位列德国三十个高访问量网站之列。它是德国影响力最大的五个新闻网站之一。